# Gatunki główne
Gatunki główne – w gospodarce leśnej określenie gatunków drzew, których udział w masie drzewostanów mieszanych wynosi co najmniej 30%.

## Opis
Gatunki te tworzą podstawę produkcji surowca drzewnego, stąd nazywa się je także gatunkami produkcyjnymi.
Do gatunków głównych zalicza się w Polsce: sosnę, świerka, jodłę, dąb szypułkowy, dąb bezszypułkowy, buk, jesion i olszę czarną.